# サバイバル (GLAYの曲)
「サバイバル」は、GLAYのビデオシングル。

## 概要
本作品は、2024年現在、オリコンにおける日本でのミュージック・ビデオ作品の歴代売上1位である。この作品の監督は、当時STUDIO4℃に在籍していた森本晃司（現在は"phy"（ファイ）を主宰）である。経緯は、GLAYのメンバー自身が、兼ねてから森本晃司の熱狂的なファンで、直々に依頼した。
この作品は、オリコンのシングルチャートでも特別にチャートインが認められたビデオであり、後にこのように映像作品をシングルチャートにランクインさせた例がない。シングルチャートとビデオ（VHS）チャートに2重ランクインしていた。現在はDVDシングルやBDシングルを出しても、DVD/BDチャートにのみランクインするのが通例である。ただし、ORICON CHART BOOK及び有料制のサービスであるyou大樹ではオリジナルデータのまま、チャートイン扱いされている。
『COUNT DOWN TV』のチャートはオリコンに準じてシングルチャートにランクインさせていた。2017年4月2日までの集計条件に従った場合、「サバイバル」が1位を獲得した週は、SPEEDの「Breakin' out to the morning」（最高2位）が真の1位を獲得したことになるが、現在は「曲」主体のランキングであるため、集計条件に従った場合「サバイバル」が1位を獲得したことになる。
プラネットチャートではシングルチャートにランクインしていなかったため、SPEEDの「Breakin' out to the morning」が1位になっているが、仮にシングルチャートにランクインさせていた場合、「サバイバル」が「Breakin' out to the morning」を上回り1位を獲得したことになる。
発売年である1999年には、ビデオシングルとしてモーニング娘。の「ザ・ビデオ LOVEマシーン」などが発売されヒットもしていたが、オリコンのシングルチャートにはランクインさせていない。後に発売された、GLAY自身のDVDシングル「いつか」（2003年発売）も、発売後オリコンのシングルチャートにはチャートインさせていない。
有線放送・ラジオへのプロモーション用のものを除き、CDシングルは存在していない。また、他作品に収録はされたが、単独ではDVD化されていない。本来シングルなら17thシングルとして扱われるが、このビデオシングルはカウントされていない。
5thアルバム『HEAVY GAUGE』には「SURVIVAL」（アルバムバージョン）として、ベストアルバム『DRIVE-GLAY complete BEST』には本作品の「サバイバル」が収録されている。

## 収録映像
1. サバイバル 2-7-D ANIMATION VERSION
  - 作詞・作曲：TAKURO / 編曲：GLAY、佐久間正英

シングルバージョンでは「放れんだ」（ほうれんだ）という箇所を「はなれんだ」と間違って歌っているが、レコーディングを終えたTERUが満足げな表情をしていたため、TAKUROは指摘することができずそのまま採用された。アルバム『HEAVY GAUGE』に収録されているテイクでは「ほうれんだ」と正しく歌っている。アニメーションの効果音が収録されており、通常バージョンより20秒ほど長い。2009年10月21日発売のベストアルバム『THE GREAT VACATION VOL.2 〜SUPER BEST OF GLAY〜』の初回限定盤A付属DVDのミュージックビデオ集に本映像が収録され、デジタルで映像・音源の入手が可能となった。
2. サバイバル LIVE VERSION (99.3.10 IN TOKYO DOME)
先行で披露されたライブ映像。後にライブビデオとして発売された『DOME TOUR pure soul 1999 LIVE IN BIG EGG』に先駆けての収録となったが、本作はポケモンショックで問題になった背景色の点滅（いわゆるパカパカ）が確認されており、それに関する注意書きも封入されていた。先述のライブビデオでは編集し直されての収録となり、上記の現象は解消されている。
1曲目と同様に「放れんだ」という箇所を「はなれんだ」と歌っている。

## タイアップ
- テレビ東京『KAIKANフレーズ』オープニングテーマ。（#1）
- 『TDK ミニディスク MDシリーズ』（#1）

## 収録アルバム
サバイバル
- HEAVY GAUGE (アルバムバージョン)
- DRIVE-GLAY complete BEST
- THE GREAT VACATION VOL.2 〜SUPER BEST OF GLAY〜
- HEAVY GAUGE Anthology (『HEAVY GAUGE』収録バージョンを基にしたリミックスバージョン)
- REVIEW II -BEST OF GLAY- (『HEAVY GAUGE Anthology』収録バージョン)

サバイバル LIVE VERSION (99.3.10 IN TOKYO DOME)
- rare collectives vol.1

## カバー
| 楽曲       | リリース     | アーティスト                      | 収録作品                                                                          | 備考                                                  |
| ---------- | ------------ | --------------------------------- | --------------------------------------------------------------------------------- | ----------------------------------------------------- |
| サバイバル | 2024年4月3日 | 山田（阿座上洋平）&風間（福島潤） | カバーコンピレーションアルバム『TVアニメ「スナックバス江」Cover Song Collection』 | テレビアニメ『スナックバス江』第4話エンディングテーマ |